# 鶴野町 (大阪市)
鶴野町（つるのちょう）は、大阪府大阪市北区の町名。丁番を持たない単独町名である。

## 地理
大阪市北区の中央部に位置。北は豊崎、東は中崎西、南は角田町、西は茶屋町に囲まれた地域である。

## 歴史
- 1897年（明治30年）4月1日 - 大阪市第1次市域拡張により、西成郡豊崎村の南部と北野村の全域を大阪市北区へ編入。
- 1900年（明治33年） - 旧：豊崎村大字本庄の南西部に本庄西権現町、旧・北野村の北東部に北野茶屋町が成立。
- 1924年（大正13年）6月1日 - 本庄西権現町の全域と北野茶屋町の南東部の一画を統合して鶴野町が成立。
- 1978年（昭和53年） - 新御堂筋以西を茶屋町に割譲、浜崎町と豊宮町（どちらも旧：豊崎村大字南浜）の新御堂筋以東を編入し、現在の町域となる。

### 地名の由来
もと北野茶屋町の中国街道沿いにあった「鶴の茶屋」に由来する。現在の町域となってからは、「鶴の茶屋」跡は茶屋町に含まれるようになっている。

## 世帯数と人口
2019年（平成31年）3月31日現在の世帯数と人口は以下の通りである。
| 町丁   | 世帯数  | 人口    |
| ------ | ------- | ------- |
| 鶴野町 | 652世帯 | 1,041人 |

### 人口の変遷
国勢調査による人口の推移。
| 1995年（平成7年）  | 573人   | [ 5 ] |  |
| 2000年（平成12年） | 527人   | [ 6 ] |  |
| 2005年（平成17年） | 477人   | [ 7 ] |  |
| 2010年（平成22年） | 1,102人 | [ 8 ] |  |
| 2015年（平成27年） | 1,088人 | [ 9 ] |  |

### 世帯数の変遷
国勢調査による世帯数の推移。
| 1995年（平成7年）  | 294世帯 | [ 5 ] |  |
| 2000年（平成12年） | 297世帯 | [ 6 ] |  |
| 2005年（平成17年） | 281世帯 | [ 7 ] |  |
| 2010年（平成22年） | 673世帯 | [ 8 ] |  |
| 2015年（平成27年） | 674世帯 | [ 9 ] |  |

## 学区
市立小・中学校に通う場合、学区は以下の通りとなる。北区内の全ての市立中学校と、大阪市内の小中一貫校が対象で学校選択が可能（抽選を実施）。
| 番・番地等 | 小学校             | 中学校             |
| ---------- | ------------------ | ------------------ |
| 全域       | 大阪市立扇町小学校 | 大阪市立天満中学校 |

## 事業所
2016年（平成28年）現在の経済センサス調査による事業所数と従業員数は以下の通りである。
| 町丁   | 事業所数  | 従業員数 |
| ------ | --------- | -------- |
| 鶴野町 | 211事業所 | 2,792人  |

## 施設

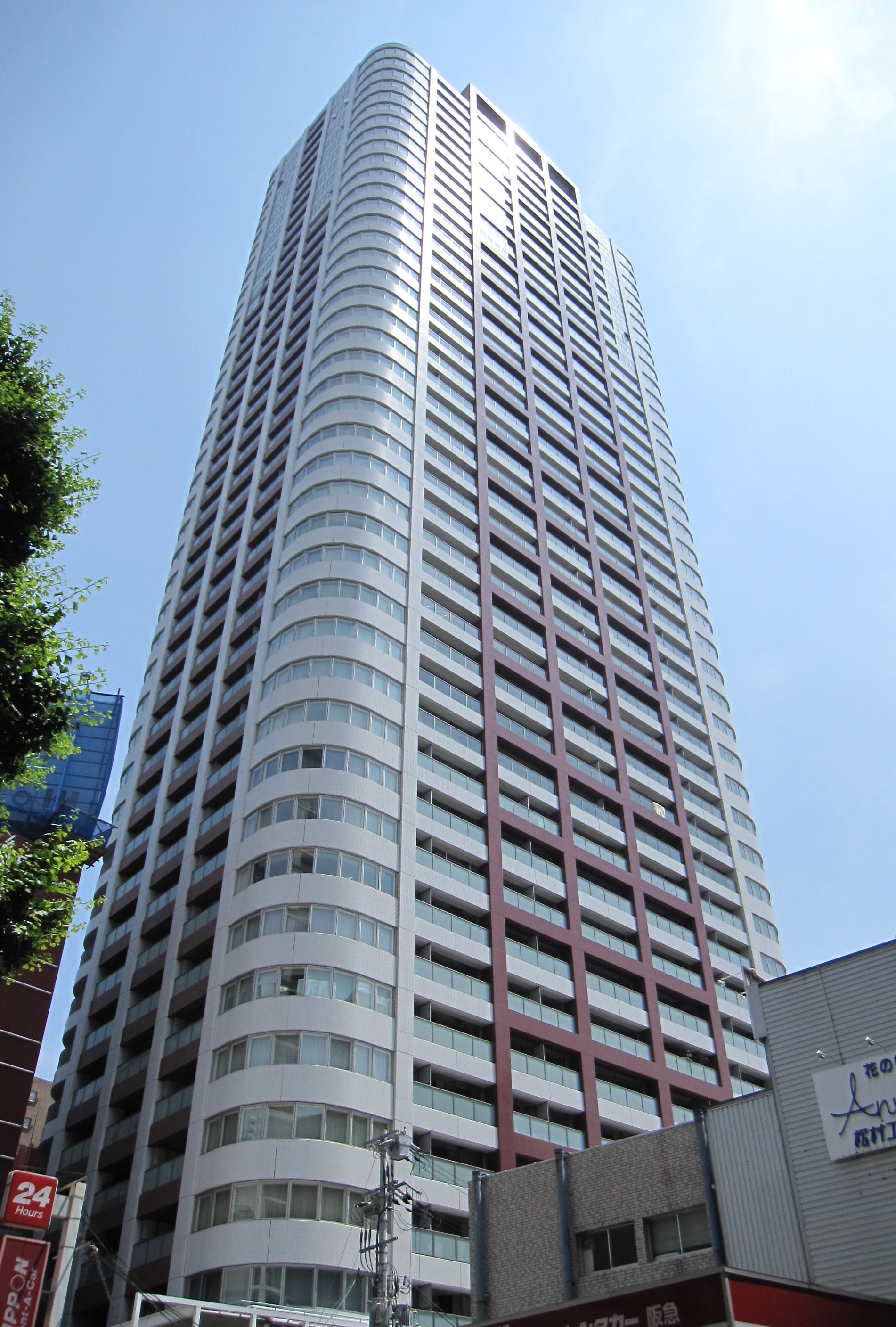
ザ・梅田タワー

- 梅田ゲートタワー
- ザ・梅田タワー
- 大阪鶴野町郵便局

## 交通

### 鉄道
- 地内に駅はなく、最寄り駅は「阪急大阪梅田駅」である。

### 道路
国道
- 国道423号（新御堂筋）

## その他

### 日本郵便
- 〒530-0014[3]（集配局：大阪北郵便局[12]）